# Вилендорф
Вилендорф (на немски: Willendorf) е село в Австрия, разположено в окръг Нойнкирхен, провинция Долна Австрия. Числеността на населението му според преброяването през 2011 г. е 897 души.
През 1908 г. край селото е открита статуетка от праисторията, наречена Вилендорфска Венера.

## Население
Преброявания на населението през годините: